# Tribal bellydance
Tribal buikdans is een buikdansvorm die ontstaan is in de jaren zeventig van de 20e eeuw in de Verenigde Staten.

## Beschrijving
In de American Tribal Style improviseren vrouwen in groep. De groep wordt geleid door een (steeds wisselende) groepleider die 'cues' aangeeft, tekens waardoor de dansers weten welke beweging er komt. Typisch aan tribal is dat er meestal in 4/4 maat gedanst wordt. American Tribal Style is een dansconcept dat door Carolena Nereccio van Fat Chance Bellydance gecreëerd werd. 
Als je buiten de lijntjes van het ATS-concept kleurt wordt het gewoon Tribal Style genoemd. Als je elementen integreert van andere dansvormen, maak je een fusie en dit wordt Tribal Fusion genoemd. Tribal Fusion wordt in tegenstelling tot Tribal Style vaak solo gedanst. Tribal Style is steeds in groep. Tribal Fusion is meestal een choreografie in tegenstelling tot de geïmproviseerde Tribal Style.
Typische kenmerken voor ATS en TS zijn: 
- afgesproken danspassen die door middel van 'cues' aangegeven worden door de leider
- improvisatie
- in groep (stam of tribe) dansen
- invloeden van: buikdans, Indische dans, flamenco (vooral de lichaamshouding en floreos)
- kostuum: een harembroek met daarover een wijde rok en een tribal-belt, een choli-top met daarover een tribal-beha, tulband op het hoofd, heel veel zware etnische juwelen, tribale gezichtstatoeages

Typische kenmerken van Tribal Fusion:
- choreografie
- solo of in kleinere groep
- invloeden van: buikdans, ATS, flamenco, street dance, hiphop, breakdance, jazzdance, moderne dans, burlesque,...
- kostuum: een broek met daarover een tribal-belt, een tribal-beha, het haar met kleurige bloemen, zware juwelen, tatoeages en dreads, heel veel etnische juwelen, zware make-up

## Geschiedenis

### American Tribal Style
Tribal buikdans of tribal bellydance kent zijn ontstaan in het Californië van de jaren zeventig. Jamila Salimpour werd gevraagd om met haar buikdansgroep op te treden op een renaissance fair. De klederdracht moest wel in overeenstemming zijn met het thema van een renaissance fair. Jamila creëerde de buikdansgroep Bal Anat die een mengeling van verschillende oriëntaalse dansen bracht met een 'tribal' klederdracht. 
De kostuums maakten zij zelf, gebaseerd op oude foto's van National Geographic. Op deze wijze kreeg je invloeden van klederdracht uit Azië, Afrika en het Midden-oosten. 
Een leerlinge van Jamila Jalimpour nam de triballooks en de technieken van Jamila over toen zij zelf les ging geven. Deze leerlinge was Masha Archer. 
Masha Archer was de buikdanslerares van Carolena Nericcio. Carolena Nericcio creëerde een eigen stijl die bestond uit een vast vocabularium van bewegingen die allen 'cues' kregen. Hierdoor was groepsimprovisatie mogelijk. Zo werd in de jaren 80 American Tribal Style (ATS) geboren. De stijl van samen in groep improviseren sloeg snel aan en ATS begon stilaan de hele wereld te veroveren. Carolena is ook de oprichtster van Fat Chance Bellydance, haar ATS-dansgroep.

### Tribal Fusion
In de jaren 90 begonnen enkele mensen zoals Jill Parker van Ultra Gypsy en Rachel Brice van The Indigo de bewegingen, looks en lichaamshouding van ATS te combineren met andere dansstijlen en zo werd tribal fusion geboren. Tribal fusion is vandaag de dag al even populair als ATS.

## Bekende namen

### Tribal Style en American Tribal Style

#### Amerika
- Fat Chance Bellydance
- Devyani Dance Company
- Black Sheep Bellydance
- Gypsy Caravan

#### Europa
- Kali (NL)
- Nea's tribe (D)
- Weiberwirbel (CH)
- Magnolia Secret (B)
- Tribal Mystica (NL)
- Deosil Scylla (NL)
- Ishani Tribal Bellydancers (B)

### Tribal Fusion

#### Verenigde Staten
- The Indigo
- Rachel Brice
- Sharon Kihara
- Zoe Jakes
- Mardi Love
- Ariellah Aflalo
- Kami Liddle
- Ultra Gypsy
- Unmata
- Urban Tribal
- Kassar

#### Europa
- Magenta Motion (NL)
- Aveyanda Skye (NL)
- The Uzumé (NL)
- Maya (NL)
- Tjarda (NL)
- Minka (NL)
- Perlatentia (D)
- Kokoro (NL/B)
- Charybdis (NL)
- Nashita (NL)
- Sadhana (NL)